# کسیدی ۳۳۸۲
سیارک ۳۳۸۲ (به انگلیسی: 3382 Cassidy، نامگذاری:1948RD) سه هزار و سیصد و هشتاد و دومین سیارک کشف شده‌است که در ۷ سپتامبر ۱۹۴۸ کشف شد.
قدر مطلق سیارک برابر ۱۳٫۲۰ است.